# ياروسلافا بورلاتشينكو
ياروسلافا بورلاتشينكو (بالأوكرانية: Ярослава Бурлаченко)‏ مواليد 14 مايو 1992 في كييف، هي لاعبة كرة يد أوكرانية. مثلت منتخب أوكرانيا لكرة اليد للسيدات.

## سجل المنافسة
شاركت في البطولات التالية:
- بطولة أوروبا لكرة اليد للسيدات 2012